# Socimi 8845

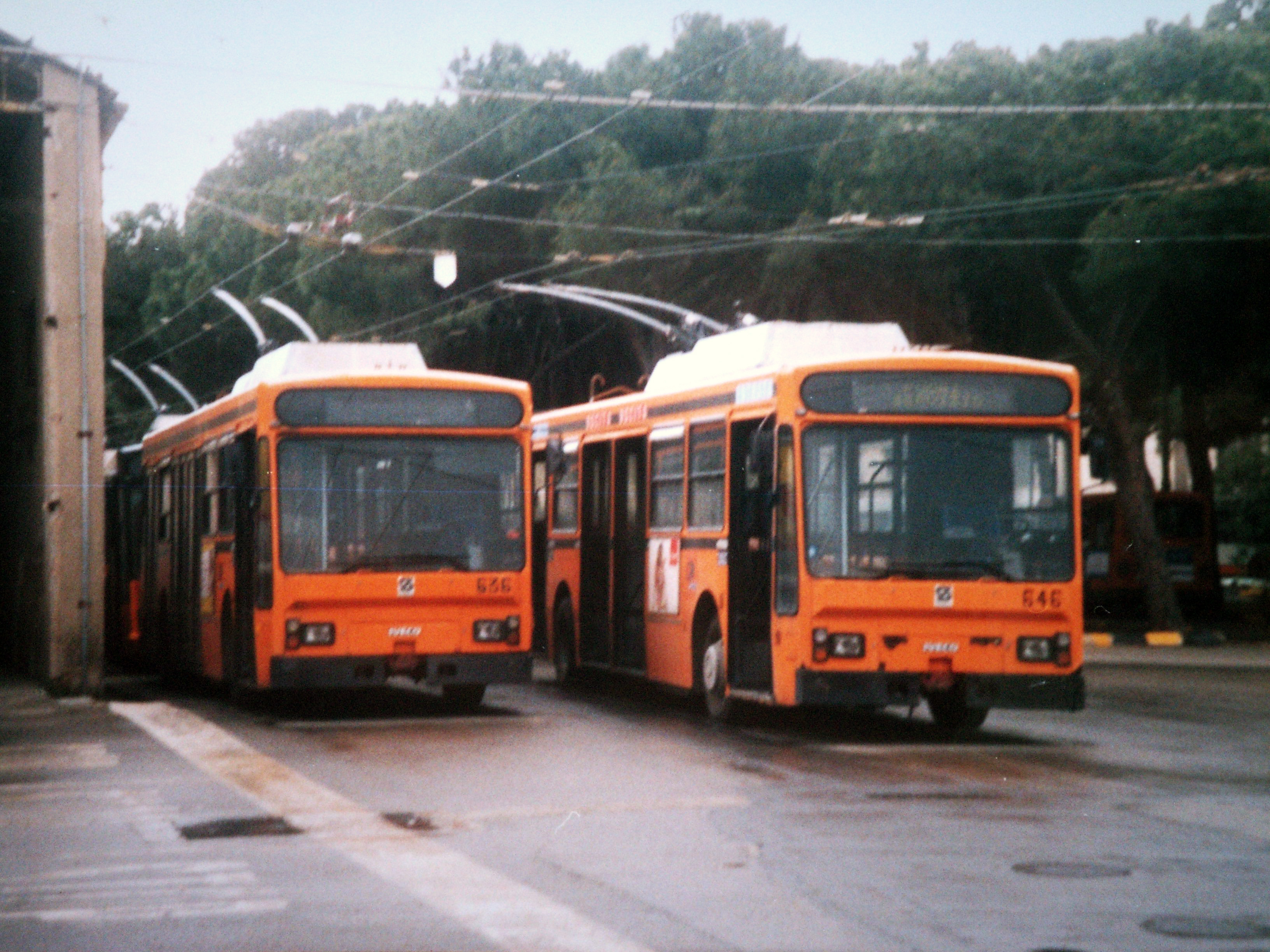
Filobus Socimi 8845 nel deposito CTM di Cagliari

Il Socimi 8845 è un modello di filobus urbano realizzato nei primi anni 1990.

## Generalità
È un mezzo prodotto dalla società milanese Socimi per la rete della città di Cagliari utilizzando il telaio dell'autobus Iveco 480.

## Caratteristiche
Deriva dal modello 8839, meno diffuso; è un filobus a due assi dotato di marcia autonoma e di aste a pistone in fibra di carbonio (caratteristica tipica dei filobus più moderni). La guida è a sinistra, i posti a sedere sono 30 (+1). Il raggio minimo di svolta è 9 metri.

## Diffusione
Tra il 1991 e il 1992 furono costruiti 16 esemplari di questo filobus per la rete urbana ACT di Cagliari, che vennero numerati da 636 a 651.
Vennero impiegati per oltre 20 anni sulle tre linee filoviarie di Cagliari, ovvero la 5 e le circolari 30 e 31, in alternanza con i gemelli Socimi 8839, rispetto ai quali si dimostrarono comunque più efficienti, essendo dotati di aste automatizzate a pistone.

Qualche esemplare venne accantonato già nel 2013, con l'arrivo dei nuovi Solaris Trollino 12, mentre la maggior parte delle vetture continuò a circolare regolarmente fino alla seconda metà del 2016 quando vennero definitivamente radiati, in seguito all'acquisto dei nuovi filobus Van Hool.